# Cá móm xiên
Cá móm xiên (danh pháp: Gerres limbatus) là một loài cá biển thuộc chi Gerres trong họ Cá móm. Loài này được mô tả lần đầu tiên vào năm 1830.

## Từ nguyên
Tính từ định danh limbatus trong tiếng Latinh có nghĩa là “có viền”, hàm ý đề cập đến vệt màu sẫm trên chóp gai vây lưng ở loài cá này.

## Phân bố và môi trường sống
Cá móm xiên có phân bố thưa thớt ở khu vực Ấn Độ Dương - Thái Bình Dương, được ghi nhận tại lưu vực vịnh Ba Tư, Pakistan, Mozambique, bờ tây và nam Ấn Độ, Sri Lanka, bán đảo Mã Lai, vịnh Thái Lan, Indonesia, bờ nam Trung Quốc. G. lucidus cũng do Georges Cuvier mô tả năm 1830 đã được xác định là cá con của loài này. Loài này cũng xuất hiện ở các lưu vực sông và vùng bờ biển của Việt Nam.
Cá móm xiên sống ở vùng triều cửa sông và vùng biển rất nông ven bờ. Chúng là một loài cá lưỡng cư, nhưng được xếp vào loại amphidromous (cá di cư giữa nước ngọt và nước mặn, nhưng không nhằm mục đích sinh sản).

## Mô tả
Chiều dài cơ thể lớn nhất được ghi nhận ở cá móm xiên là 15 cm. Loài này có màu xám bạc. Vây lưng màu vàng nhạt, một vệt sẫm màu ở chóp gai, kéo dài từ giữa gai lưng thứ hai đến chóp gai thứ sáu. Vây đuôi màu vàng nhạt, thường có viền sau sẫm màu. Vây hậu môn có nửa trước màu vàng hoặc cam sẫm, nửa sau màu trắng trong suốt. Vây ngực phớt vàng, trong suốt ở chóp. Vây bụng màu vàng hoặc cam sẫm, có thể trong suốt ở các mẫu vật thu thập tại Thái Lan và Indonesia.
Số gai ở vây lưng: 11; Số tia vây ở vây lưng: 10; Số gai ở vây hậu môn: 3; Số tia vây ở vây hậu môn: 7.